# 110293 Oia
110293 Oia è un asteroide della fascia principale. Scoperto nel 2001, presenta un'orbita caratterizzata da un semiasse maggiore pari a 2,5950593 UA e da un'eccentricità di 0,0356033, inclinata di 2,84793° rispetto all'eclittica.